# Faustina Bordoni

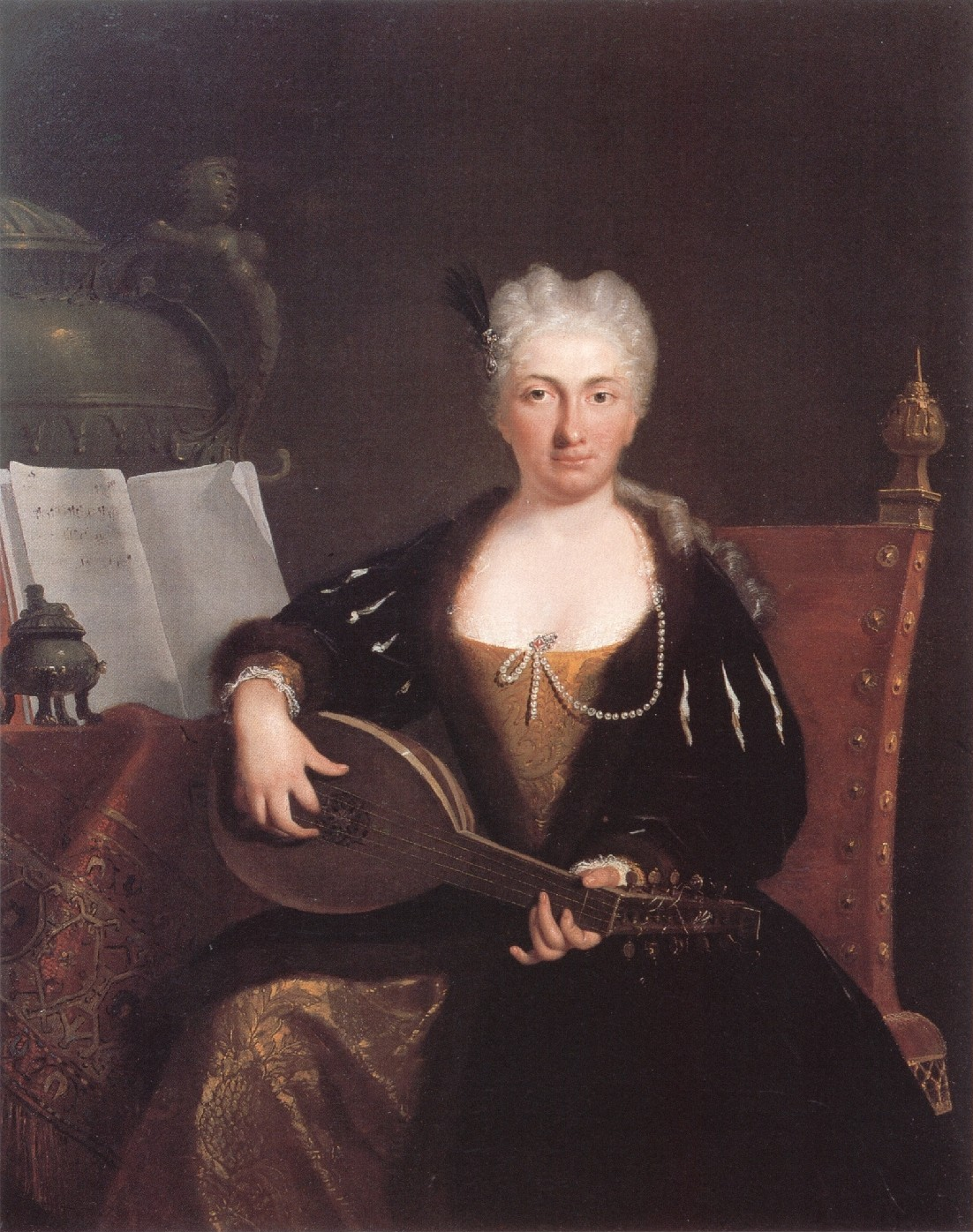
Faustina Bordoni

Faustina Bordoni (Veneza, 30 de março de 1697 – 4 de novembro de 1781) foi uma célebre mezzo-soprano do período barroco, tendo sido considerada uma das maiores divas da música operística de seu tempo.
Estudou com Alessandro Marcello, Benedetto Marcello e Michelangelo Gasparini. Fez sua estreia em Veneza em 1716 atuando na ópera Ariodante de Carlo Francesco Pollarolo. Permaneceu residindo em Veneza até 1725 mas, a partir de 1720, fez várias viagens breves a outros centros operísticos como Nápoles, Milão, Modena, Viena, Munique e Florença. Em 1726 foi contratada por Händel e viajou para Londres. Em 1730, de volta a Veneza, casou-se com Johann Adolf Hasse, um dos compositores de ópera mais célebres de sua geração. O casal partiu em seguida para a corte de Dresden, onde ela recebeu calorosa acolhida, cantando em mais de quinze óperas de seu marido. Ao mesmo tempo, fazia viagens à Itália para se apresentar em várias cidades. Retirou-se dos palcos em 1751, passando a viver em Viena por um curto período. Voltou a viver em Veneza com Hasse e duas filhas, também cantoras, a partir de 1773 e aí permaneceu até o fim de sua vida.

## O testemunho dos contemporâneos
Faustina alcançou fama já durante seu período em Veneza. Por ocasião das viagens que fez nessa fase, ganhou o apelido de a nova sereia por conta de seus raros dotes vocais e teatrais. Ela já era uma celebridade quando chegou a Londres em 1726. Os cronistas da época ficaram entusiasmados com a flexibilidade e brilho de sua voz. Dentre eles, Charles Burney (1726-1814) enfatizou a sua entonação perfeita, excelente controle da respiração e inteligência musical. Devemos ao flautista e compositor alemão Johann Quantz (1697-1773) a descrição mais reveladora da arte Faustina:
[...] Ela tinha uma memória muito feliz, sem mudanças arbitrárias e volteios, e um julgamento claro e rápido para dar às palavras sua plena força e expressão. Quando atuava, ela era muito bem-sucedida e possuía plena flexibilidade dos músculos e das feições em sua expressão facial e, por isso, ela conseguia se sair igualmente bem em árias de fúria, amor ou sensibilidade. Em suma, ela nasceu para cantar e para atuar.

## Rivalidade em Londres: as duas divas
Em Londres, Faustina se juntou a duas outras estrelas dos palcos líricos: a soprano Francesca Cuzzoni (1696-1778) e o castrato Senesino (1686-1758?). Todos atuaram em óperas de Händel compostas para a Royal Academy of Music (1719-1734). Entre 1726 e 1728, Händel escreveu cinco papéis para Faustina, adaptando-os, como era o costume, para as suas qualidades vocais e artísticas: Roxana, em Alessandro (HWV 21); Alcestis, em Admeto (HWV 22), Pulquéria, em Riccardo Primo (HWV 23), Emira, em Siroé (HWV 24) e Elisa, em Tolomeo (HWV 25).
Faustina fez grande sucesso, mas teve de enfrentar a rivalidade da outra grande diva, Francesca Cuzzoni, que chegou às raias da briga física em palco. Essa rivalidade envolvia, muitas vezes, o próprio público que aplaudia ou vaiava as divas durante as performances. O caso culminou em 1727, durante uma apresentação de Astianatte, de Bononcini. Faustina e Cuzzoni, incapazes de cantar durante o tumulto na plateia, tiveram que se retirar do palco. Pouco depois, Faustina voltou ao continente, continuando sua carreira de virtuosa do canto.

## Dresden
Na corte de Dresden, Fautina atuou em um número muito grande de óperas de seu marido, Hasse, Maestro di Capella do Príncipe Eleitor da Saxônia, Friedrich August I (1670-1733). Apesar da fama e do prestígio de Hasse, Faustina recebia um salário anual equivalente ao dobro do ganho do marido. Durante a fase em Dresden, ambos fizeram viagens regulares à Itália.
Em 1º de fevereiro de 1733, o Príncipe Eleitor morreu e, por conta disso, a corte de Dresden ficou de luto sem que nenhuma música pudesse ser executada por meses. Assim, Hasse e Faustina, que estavam mais uma vez na Itália, adiaram o retorno para o ano seguinte, muito embora Hasse tenha sido confirmado no posto de Maestro di Capella pelo novo monarca, Friedrich August II (1696-1763).
O casal retornou a Dresden e aí permaneceu entre fevereiro e outubro de 1734, mas nenhuma nova ópera foi composta. Em novembro de 1734, a corte partiu para Varsóvia, onde permaneceria por dezoito meses, dado que o Príncípe Eleitor da Saxônia também era, por direito, rei da Polônia. O casal, que não acompanhou o soberano, voltou à Itália naquele mesmo mês. No carnaval de 1736, estreava no San Giovanni Grisostomo de Veneza a ópera Alessandro nell'Indie. De volta à Alemanha em janeiro de 1737, Hasse e Faustina permaneceram em Dresden por cerca de um ano e meio. Quando a corte de Dresden se deslocou mais uma vez para a Polônia em setembro de 1738, Hasse e Faustina iniciaram nova viagem pela Itália. Eles só retornaram para Dresden em 1740, permanecendo nesta cidade até 1744.
Entre 1760 e 1763, por conta da Guerra dos Sete Anos, Hasse e Faustina se fixaram em Viena sem deixar de viajar pela Itália, como de hábito. Ao retornarem a Dresden, encontraram o teatro de ópera destruído. Ainda em 1763, subiu ao trono local o novo Príncipe, Frederick Christian (1722-1763), que reinou por poucos meses. Hasse e Faustina deixaram Dresden definitivamente em fevereiro de 1764. Ela já não cantava desde 1751, ano em que se retirou dos palcos.

## Viena e Veneza: os últimos anos
Em 1764, o casal se fixou em Viena, amparado pela reputação que Hasse havia conquistado compondo para os Habsburgos durante o exílio causado pela guerra. Nessa cidade, foram visitados pessoalmente por Burney. Em abril de 1773, Hasse, Faustina e duas filhas se mudaram para Veneza. A família viveu em condições modestas com rendas originadas sobretudo nas obras escritas por Hasse para o Incurabili e em eventuais encomendas da família real de Dresden. Faustina morreu em 4 de novembro de 1781. O próprio Hasse veio a falecer na mesma cidade em 16 de dezembro de 1786. Durante boa parte de sua vida, o casal Hasse Bordoni foi considerado o mais influente da ópera de seu tempo. Mas é impressionante como as óperas de Hasse, que contaram por tantas vezes com a atuação de Faustina, foram esquecidas logo após a morte do autor, seja por conta da reforma de Glück, da genialidade de Mozart ou dos preconceitos da era romântica em relação ao período barroco. Felizmente, essas obras têm sido resgatadas desde o final do século passado e, com elas, ressurge o interesse pela biografia da grande Faustina Bordoni.